# گرده‌زا
گیاه گرده‌زا (به انگلیسی: Pollenizer)، گیاهی است که گرده تولید می‌کند. گاهی از واژهٔ گرده‌افشانی‌کننده استفاده می‌شود ولی واژۀ گرده‌زا دقیق‌تر است. یک گرده‌افشان عامل زنده‌ای مانند زنبور ،شاپرک، خفاش و پرنده است که گرده‌ها را حرکت می‌دهد. بنابراین اغلب به زنبور به عنوان حشره گرده‌افشان اشاره می‌کنند.
در حالی که تعدادی از گیاهان توانایی گرده‌افشانی خود را دارند، این اصطلاح اغلب در مدیریت گرده‌افشانی‌ برای گیاهی استفاده می‌شود که به عنوان گیاه گرده‌افشان در زمان گل‌دهی گرده فراوان،سازگار و قابل دوام تولید می‌کند. به عنوان مثال بیشتر انواع سیب برای هر درخت سیبی که هم‌زمان با آن‌ها گل بدهد، گرده‌افشان‌های خوبی هستند، و اغلب در باغ‌های سیب به همین منظور مورد استفاده قرار می‌گیرند. تعدادی از ارقام سیب گرده کم یا گرده‌ای بی‌حاصل و نازا تولید می‌کنند که با انواع سیب‌های دیگر ناسازگار است. این‌ها گرده‌افشان‌های ضعیفی هستند.
یک گرده‌زا در گیاه دو پایه، (جایی که همه گیاهان از یک جنس هستند، مثل کیوی و خاس) می‌تواند گیاه نر باشد.
کاتالوگ‌های گلخانه اغلب زمانی که باید به عنوان گرده‌افشان به گیاهی اشاره کنند، مشخص می‌کنند که رقم X باید به عنوان گرده‌افشان برای رقم Y کاشته شود. موکداً، یک گیاه می‌تواند گرده‌افشان باشد، زمانی که خودبارور است  و به طور فیزیکی و بدون کمک گرده‌افشان بیرونی می‌تواند خودگرده‌افشانی کند.